# Gare d'Ossès - Saint-Martin-d'Arrossa
Pour les articles homonymes, voir Gare de Saint-Martin.
La gare d'Ossès - Saint-Martin-d'Arrossa est une gare ferroviaire française de la ligne de Bayonne à Saint-Jean-Pied-de-Port, située sur le territoire de la commune de Saint-Martin-d'Arrossa, près d'Ossès au bord de la Nive (rive Ouest), dans le département des Pyrénées-Atlantiques en région Nouvelle-Aquitaine. 
Elle est mise en service en 1892 par la compagnie des chemins de fer du Midi.
C'est une halte voyageurs de la Société nationale des chemins de fer français SNCF, desservie par des trains TER Nouvelle-Aquitaine.

## Situation ferroviaire
Établie à 82 mètres d'altitude, la gare d'embranchement d'Ossès - Saint-Martin-d'Arrossa est située au point kilométrique (PK) 238,428 de la ligne de Bayonne à Saint-Jean-Pied-de-Port, entre les gares de Bidarray-Pont-Noblia et de Saint-Jean-Pied-de-Port. Elle est également l'origine de la ligne d'Ossès - Saint-Martin-d'Arrossa à Saint-Étienne-de-Baïgorry (fermée).
C'est une gare d'évitement, disposant d'une deuxième voie pour le croisement des trains.

## Histoire
La station d'Ossès - Saint-Martin-d'Arrossa est mise en service le 20 août 1892 par la Compagnie des chemins de fer du Midi et du Canal latéral à la Garonne (Midi), lorsqu'elle ouvre à l'exploitation la deuxième section de Cambo-les-Bains à Ossès,.

La halte en mai 2010
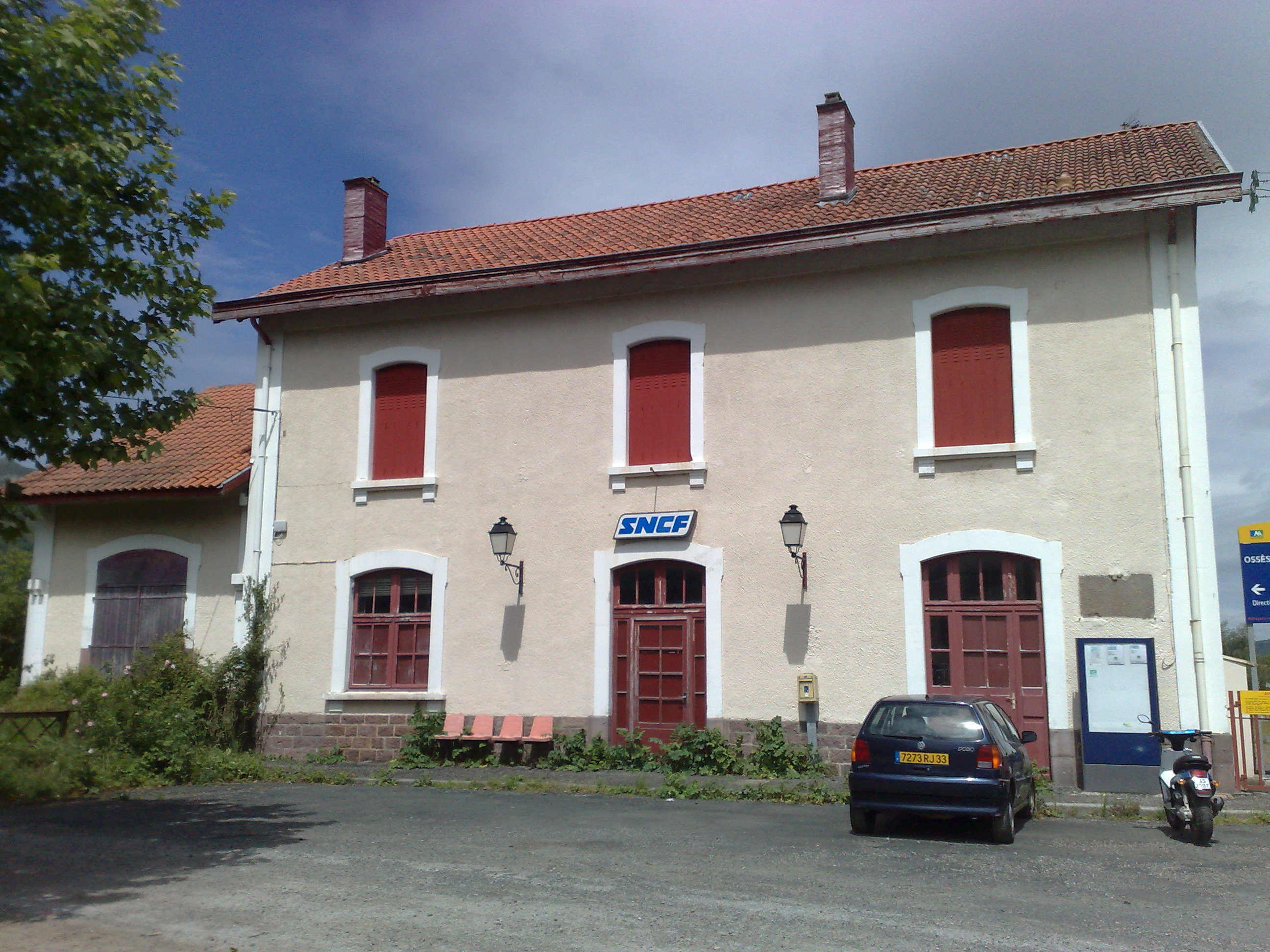
Ancien bâtiment voyageurs
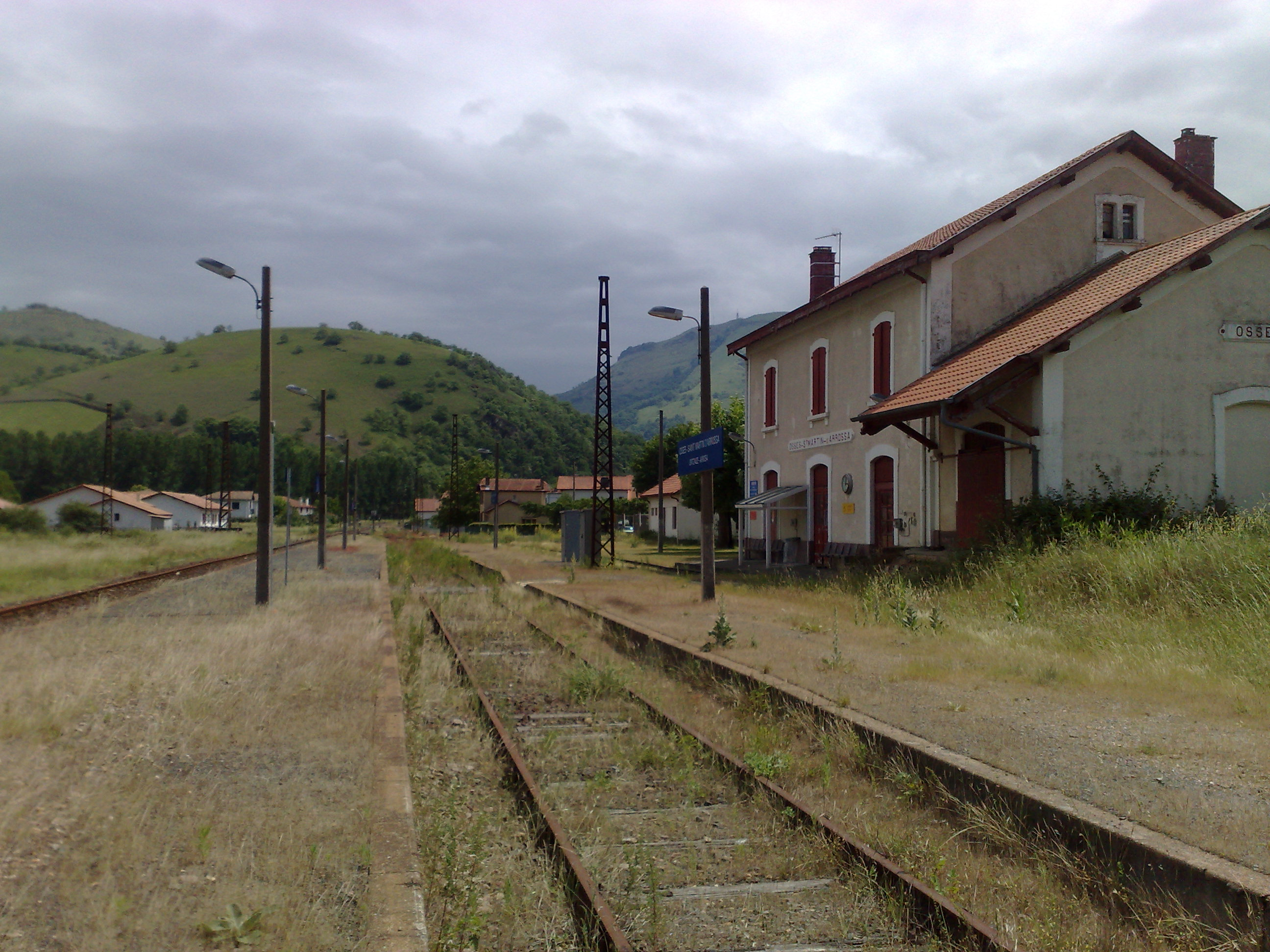
Vue en direction de Saint-Jean-Pied-de-Port.
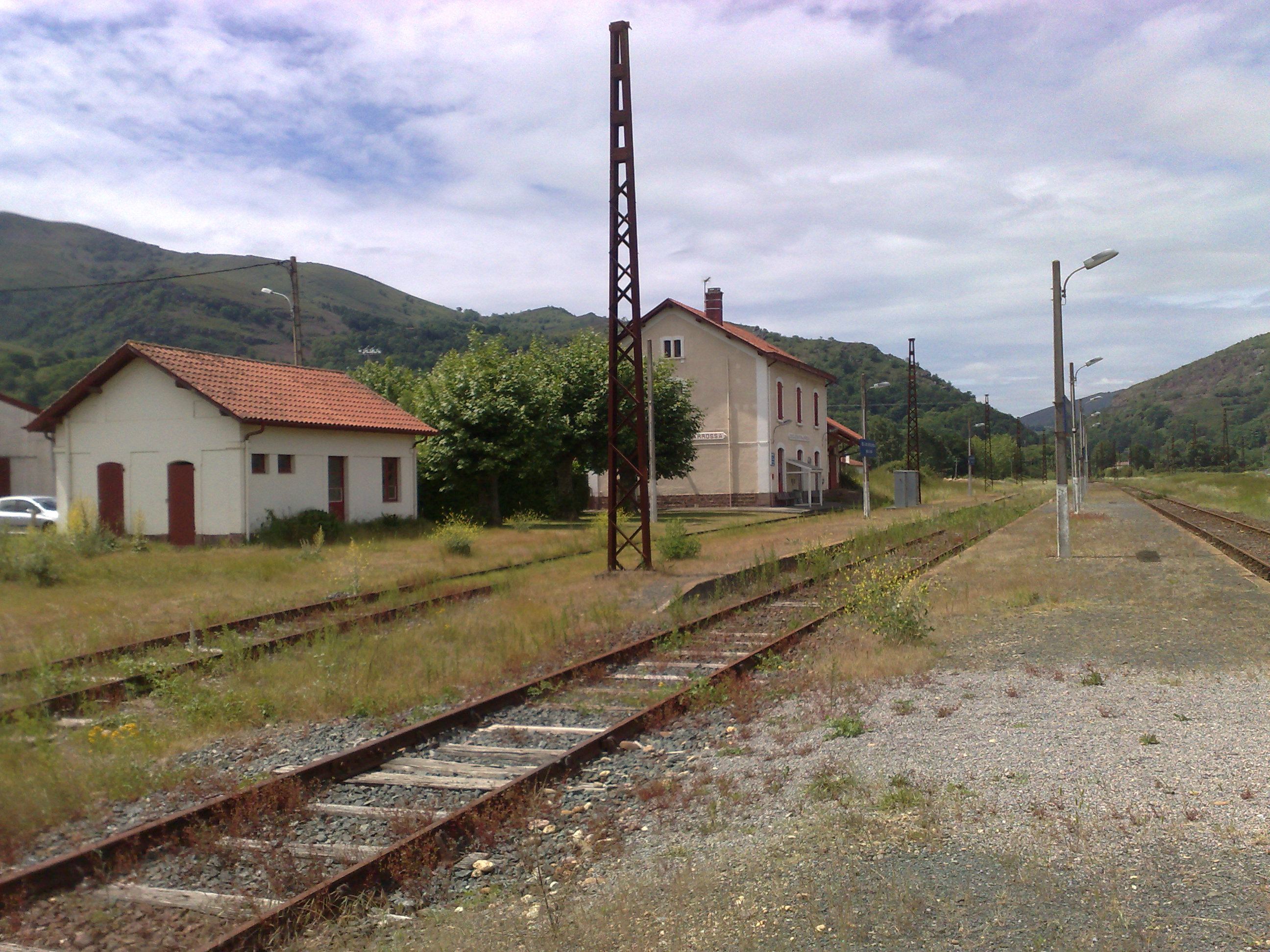
Vue en direction de Bayonne.
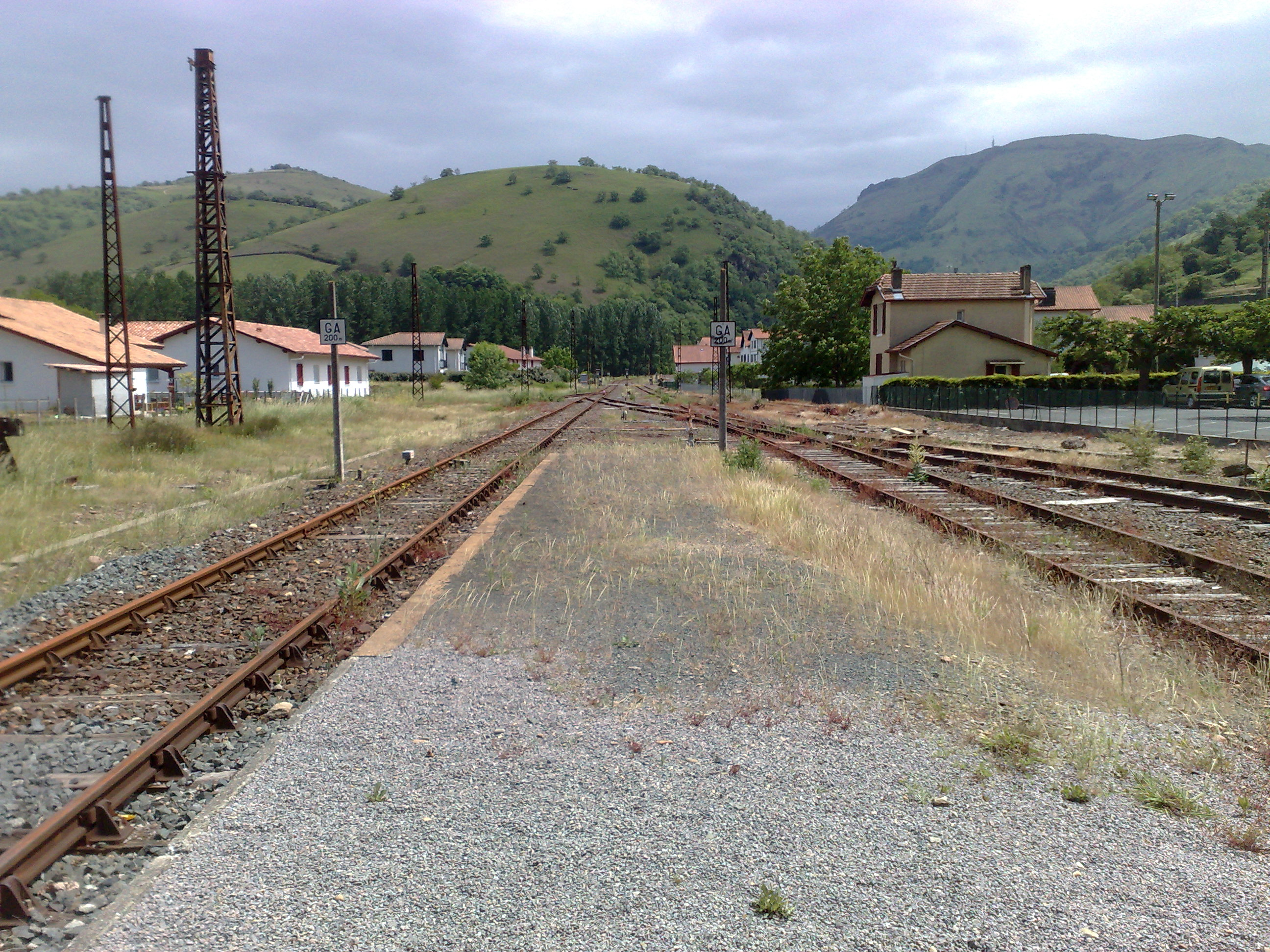
Voies et aiguilles.

En 2014, selon les estimations de la SNCF, la fréquentation annuelle de la gare était de 5 840 voyageurs.

## Service des voyageurs

### Accueil
Halte SNCF, c'est un point d'arrêt non géré (PANG) à entrée libre. 
L'entrée de la halte s'effectue à côté de l'ancien bâtiment voyageurs.

### Desserte
Ossès - Saint-Martin-d'Arrossa est une halte du réseau TER Nouvelle-Aquitaine desservie par des trains régionaux de la relation Bayonne - Saint-Jean-Pied-de-Port.

### Intermodalité
Un espace est disponible pour le stationnement des véhicules à côté de l'ancien bâtiment voyageurs.

## Patrimoine ferroviaire
Le bâtiment voyageurs d'origine, à trois ouverture et un étage sous une toiture à double pente et sa halle à marchandises accolées, fermé aux services ferroviaires.